# Universitatea din Pennsylvania
Universitatea din Pennsylvania (prescurtat: Penn sau UPenn) este o universitate privată de cercetare din Philadelphia, Pennsylvania, afiliată la Ivy League, distinctă de universitatea publică din același stat american, Pennsylvania State University. Universitatea susține ca dată de înființare anul 1740 și este unul dintre cele nouă colegii coloniale înființate înainte de Declarația de independență a Statelor Unite ale Americii. Benjamin Franklin, fondatorul și primul președinte al acestei universități, a susținut introducerea unui program educațional care să instruiască lideri în comerț, guvernare și servicii publice, similar cu un curriculum modern de arte liberale.
Universitatea din Pennsylvania are în prezent douăsprezece facultăți și patru școli de tip undergraduate education⁠(d), precum și douăsprezece școli universitare și profesionale. Școlile de tip undergraduate sunt: Colegiul de Arte și Științe, Școala de Inginerie și Științe Aplicate, School of Nursing și Wharton School. Printre facultățile sale cele mai renumite se numără Facultatea de Drept, al cărei prim profesor a scris primul proiect al Constituției Statelor Unite și prima facultate de medicină din America de Nord (Perelman School of Medicine, 1765).
La nivelul anului 2018, printre absolvenții acestei universități  se numărau trei judecători ai Curții Supreme a SUA, 32 de senatori americani, 46 de guvernatori americani, 163 membri ai Camerei Reprezentanților SUA, opt semnatari ai Declarației de Independență, șapte semnatari ai SUA Constitution, 24 de membri ai Congresului continental, 14 șefi de stat străini și doi președinți ai Statelor Unite (William Henry Harrison și Donald Trump).
În octombrie 2019, printre profesorii și absolvenții Universității din Pennsylvania se numărau 36 de laureați ai Premiului Nobel, 80 de membri ai Academiei Americane de Arte și Științe, 64 de miliardari și 16 câștigători ai Premiului Pulitzer.